# دابلیو. ئی. لارنس
دابلیو. ئی. لارنس (انگلیسی: W. E. Lawrence؛ ‏ ۲۲ اوت ۱۸۹۶ – ۲۸ نوامبر ۱۹۴۷) مدل و بازیگر اهل ایالات متحده آمریکا بود.
از فیلم‌ها یا برنامه‌های تلویزیونی که وی در آن نقش داشته‌است، می‌توان به تعصب، خون و شن، جنگ زن و مرد، زندگی ژنرال بی‌یا، خواهران، عادت و ناوبری کور اشاره کرد.